# Pierre Charles (Boxer)
Pierre Charles (* 20. März 1903 in Heer-Agimont; † 8. August 1966) war ein belgischer Boxer. Er war Europameister der Berufsboxer.

## Werdegang
Pierre Charles begann als Neunzehnjähriger 1922 mit dem Berufsboxen. Sein Manager wurde Gus Wilson. Seinen ersten Kampf bestritt er am 11. April 1922 in Charleroi gegen seinen Landsmann Hainaut und verlor diesen nach Punkten. In den nächsten anderthalb Jahren bestritt er in Belgien und den Niederlanden 13 weitere Kämpfe, die er meist gewann. Schon am 3. Oktober 1923 wagte er sich in Paris an den ehemaligen Weltmeister Larry Gains heran und wurde dafür mit einer K.-o.-Niederlage in der 1. Runde bestraft.
Am 4. April 1926 boxte er in Berlin gegen Ludwig Haymann, damals einer der besten deutschen Schwergewichtler. Pierre Charles hatte sich in der Zwischenzeit weiter verbessert und erkämpfte gegen Haymann ein Unentschieden. Fünf Wochen später trat er in Berlin gegen den deutschen Meister Hans Breitensträter an und verlor durch K. o. in der 4. Runde. Am 9. November 1926 gewann er dann in Antwerpen durch einen Punktsieg über Jack Humbeeck die belgische Meisterschaft im Schwergewicht.
Am 20. Dezember 1926 kämpfte Pierre Charles in London gegen Gipsy Daniels, einen englischen Spitzenboxer, der aber erst einige Jahre später berühmt werden sollte, als er Max Schmeling in der 1. Runde k. o. schlug. Den Kampf gegen Daniels gewann Pierre Charles über 15 Runden nach Punkten. Zu Beginn des Jahres 1928 ging Pierre Charles in die Vereinigten Staaten und trug dort eine ganze Reihe von Kämpfen aus. Er gewann dort zwar mehr Kämpfe als er verlor, musste aber von seinen bekannteren Gegnern Niederlagen einstecken. So verlor er u. a. gegen den Briten Phil Scott, den norwegischen Olympiasieger von 1924, Otto von Porath, und den US-Amerikaner George Godfrey.
Nach seiner Rückkehr nach Europa erhielt Pierre Charles am 3. Februar 1929 die Chance, in Dortmund gegen den deutschen Meister Ludwig Haymann um den vakanten Europameistertitel kämpfen zu können, den der Spanier Paulino Uzcudun niedergelegt hatte. Pierre Charles nutzte diese Chance und gewann diesen Kampf nach 15 Runden nach Punkten. Er war damit Europameister im Schwergewicht. Am 7. September verteidigte er diesen Titel in Berlin gegen Franz Diener durch einen technischen K.-o.-Sieg in der 11. Runde. Pierre Charles kämpfte auch in den nächsten Jahren häufig gegen deutsche Gegner. Sein nächster war der Kölner Hein Müller, der ihm am 30. August 1931 in Berlin durch einen Punktsieg über 15 Runden den Europameistertitel abnahm.
Bei dem Versuch, in der Weltrangliste nach oben zu kommen, akzeptierte Pierre Charles den italienischen Riesen Primo Carnera als Gegner. Dieser Kampf fand am 29. Februar 1932 in Paris statt und wurde von Carnera nach Punkten gewonnen. Am 28. Mai 1932 holte sich Pierre Charles im Palais des Ports in Brüssel den Europameistertitel im Schwergewicht durch einen Punktsieg von Hein Müller zurück. Am 11. Februar 1933 schlug er in Brüssel einen weiteren starken deutschen Boxer, Walter Neusel, nach Punkten.
Am 6. März 1933 boxte Pierre Charles in Paris gegen den US-Amerikaner Young Stribling. Young Stribling war der Boxer, gegen den Max Schmeling im Jahre 1931 seinen von Jack Sharkey gewonnenen Weltmeistertitel erfolgreich verteidigte. Im Kampf gegen Pierre Charles kämpfte Young Stribling sehr unsauber und wurde in der 8. Runde disqualifiziert.
Am 13. Mai 1933 verlor Pierre Charles den EM-Titel in Madrid an den Spanier Paulino Uzcudun durch eine Punktniederlage nach 15 Runden, ehe er ihn am 21. Juni 1935 im Kampf gegen den deutschen Meister Vincenz Hower durch einen Punktsieg zum dritten Mal gewann. Am 2. Oktober 1935 kämpfte er dann in Brüssel gegen den US-Amerikaner George Godfrey um den Weltmeistertitel der IBU. Die IBU war ein 1913 von europäischen Verbänden gegründeter Konkurrenzverband zum Weltboxverband. Die Meister dieses Verbandes wurden allerdings in den USA nie anerkannt und hatten so gesehen auch nur eine geringe Bedeutung. Pierre Charles verlor diesen Kampf nach Punkten und er verlor am 17. März 1937 in Berlin auch seinen Europameistertitel an den Deutschen Arno Kölblin.
Dieser Kampf war der letzte in seiner Karriere, denn danach trat Pierre Charles zurück. Er war ohne Zweifel einer der dominierenden europäischen Schwergewichtler in den 1930er Jahren. Ob er der beste war, lässt sich nicht sagen, da er nie gegen Max Schmeling geboxt hat. Das lag daran, dass sich Schmeling nach seinem WM-Titel-Verlust 1932 immer darauf konzentrierte wieder Weltmeister zu werden und kein Interesse am Europameistertitel hatte.